# 波多雷
49°41′24″N 37°39′58″E / 49.69000°N 37.66611°E
波多雷（烏克蘭語：Подоли）是位於烏克蘭東部的村莊，由哈爾科夫州庫皮揚斯克區的庫里利夫卡市鎮負責管轄。該村始建於1918年，面積3.08平方公里，海拔高度98米，2001年人口2,376，人口密度每平方公里771.4人。